# Norma Marsh
Norma Marsh (13 gennaio 1936) è un'ex tennista australiana.

## Carriera
Nei tornei del Grande Slam ha ottenuto il suo miglior risultato raggiungendo le semifinali di doppio agli Australian Championships nel 1958, in coppia con la connazionale Pat Parmenter, e i quarti di finale nel singolare sempre agli Australian Championships nel 1962 e nel 1971.